# Rick Martel
Richard Vigneault (18 de marzo de 1956) es un exluchador profesional canadiense, más conocido por sus apariciones en la World Wrestling Federation (WWF), entre 1980 y 1995 bajo el nombre de Rick "The Model" Martel. También es conocido por sus dos largos años de reinado como Campeón Mundial Peso Pesado de la AWA.

## Carrera

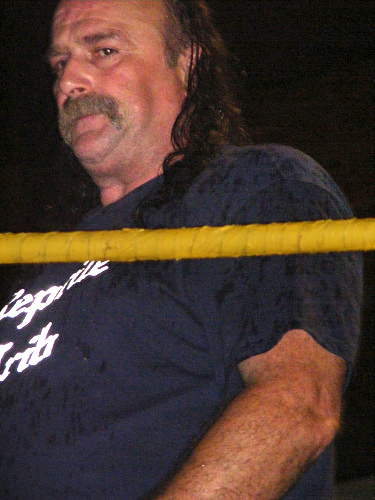
Jake "The Snake" Roberts

### Inicios (1972–1980)
Martel es de una familia de luchadores, e hizo su debut profesional a la edad de dieciséis años cuando su hermano Michel, un luchador, le pidió que se reemplace un luchador lesionado. Martel ya era un luchador aficionado experto, y rápidamente se adaptó a la lucha libre profesional.
Martel luchó en todo el mundo, ganando títulos en la promoción de Stu Hart Estampida de Lucha Libre, Nueva Zelanda y Puerto Rico. Su primer éxito real en Estados Unidos entró en la Alianza Nacional de Lucha Libre (NWA) 's Portland filial Pacific Northwest Wrestling y en la sede en Vancouver, NWA Wrestling Todas las Estrellas, donde se convirtió en un talento superior, manteniendo los títulos de la etiqueta de Canadá y PNW equipo al mismo tiempo. Dejó PNW 16 de agosto de 1980, cuando perdió un Perdedor Hojas coinciden Ciudad de Buddy Rose. Martel también fue una temporada como booker en un territorio de lucha libre en Hawái.

### World Wrestling Federation (1980–1982)
Martel hizo una serie de apariciones en la World Wrestling Federation (WWF), ganando el Mundial de WWF Tag Team Titles dos veces con Tony Garea.

### American Wrestling Association (1982–1986)
Martel firmó con la AWA en 1982 y rápidamente ascendió en el escalafón, derrotando a Jumbo Tsuruta para ganar el AWA World Heavyweight Championship el 13 de mayo de 1984. Su reinado como campeón duró casi diecinueve meses, tiempo durante el cual él luchó varios partidos con el NWA Campeón del Mundo de Flair Ric. Había partidos memorables con Jimmy Garvin, Bockwinkel Nick y Tonga Rey durante este tiempo. Sus movimientos finales alternó entre el chapoteo honda y la caída de combinación atómica / atrás suplex. Martel perdió el título en diciembre de 1985, Stan Hansen, que obligó a Martel a someterse a la "Backbreaker Brazos Valley", la versión de Hansen del cangrejo de Boston. Como era raro que en el momento de los títulos a cambiar de manos a través de la sumisión, la pérdida de pie herido Martel a los ojos de muchos aficionados.

### World Wrestling Federation (1986–1995)

#### 1986-1987
En 1986, Martel regresó a la WWF con su pareja, entonces equipo de la etiqueta, Tom Zenk, como la conexión de Can-Am. La conexión de Can-Am se había formado por Martel en el Montreal International Wrestling Association en 1986. Zenk era el novio de la hermana de Martel-en-ley, y se había introducido a Martel en la AWA de Curt Hennig. La conexión de Can-Am rápidamente recibió el cariño de los fanes, y buscaban la certeza de ganar el WWF Tag Team Titles en el futuro cercano. Sin embargo, el equipo se dividió poco después de WrestleMania III; Zenk afirmó Martel había negociado en secreto un contrato individual por valor de tres veces más que el contrato de su pareja (tradicionalmente, equipos de la etiqueta se pagan los salarios más o menos iguales).
Martel afirmó Zenk "... se sintió abrumado por todo ... La lucha libre es muy difícil para su cuerpo. Duros en que también mentalmente. Es duro físicamente. Tom no estaba mentalmente o físicamente duro como pensé que sería".

#### 1987–1989
Tras la marcha del Zenk, Martel formó un equipo nuevo con Tito Santana conocida como la Fuerza de Ataque. El dúo rápidamente capturado el Mundial de WWF Tag Team Titles de la Fundación Hart, que mantienen desde hace cinco meses antes de perder a demolición en WrestleMania IV. Poco después, Martel (kayfabe) sufrió una lesión después de haber acabado de demolición en el piso, dividiendo el equipo durante varios meses. En realidad, Martel tomó una excedencia para ayudar a cuidar de su esposa, que estaba gravemente enfermo. Martel regresó en enero de 1989 como un luchador individuales antes de la reforma de la Fuerza de Ataque de Santana en WrestleMania V. Durante un encuentro con el cerebro Busters (Arn Anderson y Tully Blanchard), Santana Martel golpeó accidentalmente con su antebrazo aplastar a la firma de vuelo y lo dejó fuera de la anillo. Un frustrado Martel rechazó la etiqueta, dejando a Santana para ser golpeados y fijado. Más tarde, en una entrevista con Gene Okerlund, afirmó Martel (kayfabe) "Estoy enfermo y cansado. Enfermo y cansado de él. Yo estaba haciendo muy bien como un luchador de singles, pero el señor Tito quiere montar mi faldones un poco más."
Después de su vuelta del talón, Martel adquirió Slick como su mánager. Martel tuvo un feudo con Santana y fuera en el próximo par de años, derrotándolo en el evento Principal IV, pero perder con él en la final del torneo King of the Ring de 1989.

#### 1989–1995
A finales de 1989, Martel adoptó un carácter narcisista, convirtiéndose en "The Model". Justo antes de la Survivor Series 1989, presentó su propia marca de colonia llamada "arrogancia", que se mantuvo en un atomizador grande y se puede rociar en los ojos de sus oponentes para cegarlos. También llevaba un suéter turquesa atada a su cuello, más tarde reemplazado por un sportcoat turquesa, con un botón de gran novedad que decía: "Sí, soy una modelo" en el ring. En 1990 comenzó, con relación Martel Slick fue eliminado.
Una de las peleas más famosas de Martel durante su período como "La Modelo" estaba en contra de Jake "The Snake" Roberts. El ciego Roberts con su perfume en un episodio de "El Show de Brother Love" en octubre de 1990, que llevó a una lucha a ciegas en WrestleMania VII, donde Martel fue derrotado. Fue también en medio de esta disputa que Martel duró un entonces récord de 53 minutos en el Royal Rumble 1991. Martel después tuvo un feudo con Shawn Michaels, ya que ambos hombres buscaron el afecto de Sherri sensacional. La pelea terminó con una cadena de eventos que concluyeron en un countout doble en SummerSlam 1992 en un partido que lleva a un "no golpear en la cara" estipulación (de mutuo acuerdo entre los dos talones narcisista). Martel luego entró en una rivalidad larga con Tatanka, en torno a lo sagrado de Tatanka "plumas de águila", que Martel le robaron. Esto se resolvió en Survivor Series 1992, cuando derrotó a Tatanka Martel y reclamó las plumas.
En 1993, Martel había sido la transición de un papel en cartelera. Sin embargo, ese mes de octubre, fue declarado co-ganador de una batalla campal en el Monday Night Raw para el Campeonato Intercontinental vacante. Perdió un partido de la semana siguiente a Razor Ramon para llenar la vacante del título. Él seguía siendo un elemento habitual en la programación de WWF hasta poco después de WrestleMania X y no se puede ver en la programación de nuevo hasta una apariencia única ocho meses más tarde en el Royal Rumble 1995 (los detalles del contrato no se conocen, Martel fue reclutado para reemplazar a Jim Neidhart). Martel carrera de la lucha libre comenzó a disminuir como una carrera en bienes raíces.
En una entrevista con el rodaje de video RF, Martel dijo que él y Don Callis se establece para volver a la WWF como "El Super" en 1997, donde el tiempo se convertiría en Callis Martel, haciendo de él un babyface por primera vez desde 1989 (Martel tuvo un breve repaso individuales como babyface después de una lesión rompió la Fuerza de Ataque y él hizo su retorno). Sin embargo, por un conflicto salarial con Vince McMahon, Martel optó por firmar con WCW.

### World Championship Wrestling (1997–1998)
Martel volvió a aparecer en la World Championship Wrestling en 1997, un feudo con Booker T por el título Mundial de WCW televisión, ganando en Nitro el 16 de febrero de 1998. Regreso de Martel se vio interrumpida cuando, en SuperBrawl VIII el 22 de febrero aterrizó mal durante su revancha con Booker T, golpeando la pierna de uno de los cables de acero que utiliza como WCW cuerdas del anillo. Rasgó un ligamento en el interior de la rodilla derecha, fractura de una pierna y sufrió daños en el cartílago, que puso fin a su carrera en el ring. Que originalmente iba a retener el título La televisión en el partido, el cual fue diseñado para ser un partido de guante en el que derrotaría a Booker y Perry Saturn, pero terminaron sufriendo la lesión de rodilla. Martel y Booker elaborado un acabado en el ring (a través del cual Martel sufrió una lesión peor después de un fallido Sidekick Harlem), y luego Booker y Saturno llamado la segunda etapa del partido en su totalidad en el ring. Martel se lesionó durante varios meses. Después de sufrir otra lesión en la espalda el primer partido el 13 de julio episodio de Nitro (contra la pareja Booker T, equipo de la etiqueta, Stevie Ray), Martel decidió retirarse del ring. Después trabajó para la WCW como entrenador y como anfitrión de las versiones en francés de la programación de la WCW.

### Apariciones esporádicas
Al final de un house show en Canadá en 2003, Brock Lesnar sacó Martel como una sorpresa. Martel le estrechó la mano.
En la venganza de la WWE: Night of Champions de pago por visión en 2007, Martel, junto a Tony Garea, salvo Jimmy Snuka y Sgt.. Masacre de un ataque posterior al partido en las manos de Deuce n 'Domino.

## Vida personal
Vigneault y su esposa Johanne tienen una hija llamada Coralie.

## Campeonatos y logros
- American Wrestling Association

- AWA World Heavyweight Championship (1 vez)

- Georgia Championship Wrestling

- NWA Georgia Tag Team Championship (1 vez) – con Tommy Rich

- Lutte Internationale (Montreal)

- Canadian International Heavyweight Championship (1 vez)

- NWA All-Star Wrestling

- NWA Canadian Tag Team Championship (Vancouver version) (1 vez) – con Roddy Piper

- NWA Mid-Pacific Promotions

- NWA North American Heavyweight Championship (Hawaii version) (1 vez)

- NWA New Zealand

- NWA British Commonwealth Heavyweight Championship (New Zealand version) (3 veces)

- Pacific Northwest Wrestling

- NWA Pacific Northwest Heavyweight Championship (1 vez)
- NWA Pacific Northwest Tag Team Championship (3 veces) – con Roddy Piper

- Pro Wrestling Illustrated

- PWI ranked him # 48 of the 500 best singles wrestlers during the "PWI Years" in 2003
- PWI ranked him # 70 of the 100 best tag teams during the PWI years with Tito Santana in 2003

- Stampede Wrestling

- Stampede International Tag Team Championship (1 vez) – con Lennie Hurst

- World Championship Wrestling

- WCW World Television Championship (1 vez)

- World Championship Wrestling (Australia)

- NWA Austra-Asian Tag Team Championship (1 vez) – con Larry O'Dea

- World Wrestling Council

- WWC North American Tag Team Championship (1 vez) – con Pierre Martel

- World Wrestling Federation

- WWF Tag Team Championship (3 veces) – con Tony Garea (2), y Tito Santana (1)